# Хишам аль-Фувати
Абу Мухаммад Хишам ибн Амр аш-Шайбани аль-Фувати (араб. أبو محمد هشام بن عمرو الفوطي‎; ум. 833) — философ, теолог, один из видных мутазилитов своего времени. Автор полемических и теоретических трудов. Сторонники Хишама аль-Фувати назывались хишамитами.

## Биография
Родился в Басре. Был учеником Абуль-Хузайла аль-Аллафа, но разошёлся с ним. Во аремена правления халифа аль-Мамуна перебрался в Багдад. Приобрёл там уважение знати и простого народа.
Считал противников своего учения, среди которых были как мутазилиты, так и сунниты неверными. Разрешал их убивать, насильно забирать и красть их имущество.

## Взгляды
Хишам особо отличался своими преувеличениями относительно свободы воли человека. Отказывался приписывать действия Создателю, в том числе и те, о которых говорилось в Коране.
Среди утверждений аль-Фувати можно отметить следующие:
- Аллах не объединяет сердца верующих, а они сами, по своей воле объединяются;
- Аллах не вызывает у верующих любовь к вере и не украшает её в их сердцах
- Аллах не запечатывает сердца, не накладывает печати, не устанавливает преграды и т. д.
- Рай и ад ещё не созданы, так как в их существовании нет пользы и в них нет обитателей
- вещи до их сотворения не существуют, они не являются вещами, они называются вещами только после возникновения[4].

Аль-Фувати и его последователь аль-Асамм порочили имамат Али ибн Абу Талиба, утверждая, что имамат не утверждается в период смут и разногласий среди людей. Среди его последователем был Аббад ибн Салман, который вообще отказывался признать, что Аллах сотворил неверного, потому что он состоит из «неверия» и «человека», а Аллах не творит неверие. Аббад так же считал, что Аллаха нельзя называть эпитетом «Говорящим».
Хишам аль-Фувати был сторонником математического атомизма. Считал, что наименьшее число состоит из 6 «основ», каждая из которых состоит из 6 атомов.